# Crematogaster angusticeps
Crematogaster angusticeps es una especie de hormiga acróbata perteneciente a la tribu Crematogastrini, de la subfamilia Myrmicinae, orden Hymenoptera.
Fue descrita por Felix Santschi en 1911. Aparece registrada y publicada en una sección de Nouvelle fourmis d’Afrique. Annales De La Société Entomologique De France. 79. p. 351–369 de 1911.

## Distribución
Se distribuye por África, en Malí y Sudán.